# Palluau-sur-Indre
Palluau-sur-Indre é uma comuna francesa na região administrativa do Centro, no departamento Indre. Estende-se por uma área de 41,14 km². Em 2010 a comuna tinha 802 habitantes (densidade: 19,5 hab./km²).